# Parque Arauco
Pour les articles homonymes, voir Arauco (homonymie).
Parque Arauco est une entreprise chilienne fondée en 1982, et faisant partie de l'IPSA, le principal indice boursier de la bourse de Santiago du Chili. Elle opère dans le secteur de la distribution et gère principalement des centres commerciaux au Chili, en Argentine, au Pérou et en Colombie.